# Winthemia trichopareia
Winthemia trichopareia är en tvåvingeart som först beskrevs av Ignaz Rudolph Schiner 1868.  Winthemia trichopareia ingår i släktet Winthemia och familjen parasitflugor. Inga underarter finns listade i Catalogue of Life.